# Тетиевский комбикормовый завод
Тетиевский комбикормовый завод (укр. Тетіївський комбікормовий завод) — предприятие зерноперерабатывающей промышленности в городе Тетиев Киевской области.

## История
Тетиевский межколхозный комбикормовый завод был построен в соответствии с восьмым пятилетним планом развития народного хозяйства СССР и введён в эксплуатацию в 1970 году.
После создания в марте 1989 года агропромышленного комбината "Тетиевский", комбикормовый завод был включён в состав агропромышленного комбината.
В целом, в советское время комбикормовый завод входил в число крупнейших предприятий города.
После провозглашения независимости Украины государственное предприятие было преобразовано в общество с ограниченной ответственностью.
В 2005 году на предприятии было освоено производство пенопласта и пенополистирольных плит.

## Современное состояние
Предприятие осуществляет приёмку, сушку, очистку и хранение зерна, а также производит комбикорма для птицы, крупного рогатого скота и свиней.